# 佐賀県道277号江口東尾線
佐賀県道277号江口東尾線（さがけんどう277ごう えぐちひがしおせん）は、佐賀県三養基郡みやき町を通る一般県道である。

## 概要
三養基郡みやき町大字江口から三養基郡みやき町大字東尾に至る。のどかな田園地帯を通る。

### 路線データ
- 起点：三養基郡みやき町大字江口（豆津北交差点、佐賀県道22号北茂安三田川線交点）
- 終点：三養基郡みやき町大字東尾（東尾交差点、佐賀県道22号北茂安三田川線交点）

## 路線状況

### 道路施設

#### 橋梁
- 江口橋（千拓川、三養基郡みやき町）
- 瀬戸北橋（通瀬川、三養基郡みやき町）

## 地理

### 通過する自治体
- 三養基郡みやき町

### 交差する道路
| 交差する道路               | 交差する場所 | 交差する場所        |
| -------------------------- | ------------ | ------------------- |
| 佐賀県道22号北茂安三田川線 | 大字江口     | 豆津北交差点 / 起点 |
| 佐賀県道335号神埼北茂安線  | 大字東尾     | こすもす館南交差点  |
| 佐賀県道22号北茂安三田川線 | 大字東尾     | 東尾交差点 / 終点   |

### 沿線
- みやき町役場
- みやき町立北茂安小学校（終点付近）